# Le Grand Concours
 (janvier 2022).
Si vous disposez d'ouvrages ou d'articles de référence ou si vous connaissez des sites web de qualité traitant du thème abordé ici, merci de compléter l'article en donnant les références utiles à sa vérifiabilité et en les liant à la section « Notes et références ».
 (janvier 2022).
- Si vous ne connaissez pas le sujet, laissez ce bandeau (vous pouvez alors contacter les auteurs).
- Si vous supprimez le contenu mis en cause (vous pouvez préalablement contacter les auteurs),

argumentez précisément cette suppression dans la page de discussion
(un manque de référence n'est pas un argument ; une recherche réelle de référence doit avoir été effectuée, être formellement documentée).
Cet article concerne les différentes versions du Grand Concours. Pour la déclinaison avec les animateurs, voir Le Grand Concours des animateurs.
Le Grand Concours est un jeu télévisé français diffusé sur TF1 depuis le 23 mars 2002 sous différentes déclinaisons dont la principale est Le Grand Concours des animateurs. Il est présenté par Carole Rousseau de sa création en 2002 jusqu'au 1er septembre 2018, puis par Laurence Boccolini à partir de 2018 jusqu'au 19 juin 2020, et réalisé par Didier Froehly. Alessandra Sublet la remplace en 2021. Après l'arrêt d'Alessandra Sublet en 2022, Arthur devient le premier animateur homme à présenter l'émission depuis sa création.

## Principe
Un certain nombre de candidats (animateurs, humoristes, enfants… selon les éditions) allant jusqu'à 24 grand maximum (soit 2 groupes de 12 dans ces cas-là) s'affrontent pour remporter le Trophée du Grand Concours. Le record toutes éditions confondues est détenu à ce jour par le journaliste Julien Arnaud qui a remporté le jeu six fois. 

## Déroulement

### Sélections
Pour le Grand Concours des enfants, les sélections se font d'abord par téléphone après la diffusion d'un spot sur la chaîne. 
Selon TF1, près de 40 000 enfants ont tenté leur chance par téléphone. Parmi eux, 250 furent sélectionnés pour passer des épreuves écrites à Paris (la Villette) sous forme de QCM mais aussi de rédaction. Enfin, cinquante se sont vus passer un entretien avec des responsables de la chaîne qui devaient en sélectionner 24 pour l'émission (douze filles et douze garçons).
Pour les autres éditions, des invitations sont envoyés aux animateurs, humoristes, qui participent selon leurs envies ou leur possibilité à être présent, certains déclinent régulièrement les invitations qu'on leur fait. Lors de l'édition de septembre 2018, la nouvelle animatrice du jeu : Laurence Boccolini (première gagnante du Grand Concours des animateurs) a avoué avoir été invité de nombreuses fois, mais avait toujours refusé afin de véritablement conserver son titre.

### 1remanche
Les candidats en lice sont partagés en deux groupes. Après la présentation du premier groupe, l'animatrice pose 15 questions de culture générale à quatre possibilités de réponses au groupe, qui doivent répondre en 5 secondes. Depuis 2008, certaines questions sont visuelles ou auditives. Depuis la nouvelle version de 2018, 20 questions sont posées.
Les trois meilleurs sont sélectionnés pour la deuxième manche. S'il y a des ex æquo après ces quinze questions, des questions subsidiaires sont posées, cinq au maximum. Après chacune, les scores sont vérifiés pour savoir s'il y a des sélectionnés supplémentaires. Si après ces cinq questions, il n'y a toujours pas trois candidats sélectionnés, les ex æquo qui restent jouent au « mot manquant », qui consiste à trouver un mot à partir de deux autres, sachant qu'il termine le premier et commence le second. Depuis 2018, s'il n'y a pas les trois qualifiés au bout des 20 questions, les candidats ex-aequo ne passent plus par de nouvelles questions pour se départager et s'affrontent directement sur l'épreuve du mot manquant.
La mécanique est la même pour le second groupe. Il reste donc deux fois trois candidats.

### 2emanche
Pour définir l'ordre de passage des six candidats, ils jouent tous au Déchiffrer le code. À partir d'un clavier de portable et des lettres attribuées à chaque touche (le A, le B et le C pour le 2, le D, le E et le F pour le 3, etc.), ils doivent décrypter un code à partir de sa combinaison et de son thème. Cette épreuve se base sur le principe du T9. Le plus rapide jouera le premier.
Ensuite, les 12 thèmes sont dévoilés : « Surprises », « Télévision », « Littérature », « Sports », « Cinéma », « Musiques », « Célébrités », « Société », « Gastronomie », « Animaux », « Langues et mots » ou « Voyages ». À noter que :
- le thème « Langues et mots » a longtemps été « Proverbes » ;
- le thème « Société » a été jusqu'à 2007 « Tendance » ;
- le thème « Célébrités » était initialement « People » puis « Histoire » ;
- le thème « Littérature » a parfois été remplacé par « Loisir » ;
- le thème « Animaux » est parfois remplacé par « Environnement ».

Le premier choisit donc le thème sur lequel il veut être questionné. Il a 90 secondes pour donner le maximum de bonnes réponses (seule la première réponse est prise en compte pour chaque question). Puis, chacun joue à son tour. Après le 6e candidat questionné, ils rejouent tous, toujours dans le même ordre, avec les six thèmes restants.
À la fin, les trois candidats ayant totalisé les meilleurs scores sont sélectionnés pour la finale. Si des ex æquo subsistent, ils se départagent grâce au Mot manquant, selon le même principe que dans la 1re manche.
Depuis l'édition des 15 années de Grand Concours, la seconde manche a connu des améliorations. Les domaines Voyages, Célébrités, Gastronomie, Musiques, Cinéma, Surprises, Télévision et Sports sont conservés. Cependant, il reste quatre domaines masqués qui changent à chaque à édition. Lors de 15e Anniversaire les nouveaux domaines sont : Années 1980, Politique, Superstitions et Santé. Lors l'édition 26 du Grand Concours des animateurs, les nouveaux domaines sont : Environnement, Arts, USA et Mode. Lors du Grand Concours des Animateurs Spécial Bac, tous les domaines ont été changés pour l'occasion : Mathématique, Littérature & Philo, Sciences, Histoire, Langues étrangères, Géographie, Langues française, SVT, Éducation civique, Éducation sexuelle, Éducation sportive et Éducation musicale. Lors de la 31e édition du Grand Concours des animateurs les noms des huit domaines habituels ont changé mais restent cependant les mêmes catégories de questions : Embarquement immédiat (voyage), Stars à l'horizon (Célébrités), A table (Gastronomie), En avant la musique (Musiques), Tous au ciné (Cinéma), Quelle culture (Surprises), A vos télécommandes (Télévision) et 3, 2, 1... partez (Sports). À partir de cette édition les noms de huit domaines changeront à chaque fois, mais resteront toujours les catégories bien connues.
Les records de la deuxième manche à l'issue des deux tours (ayant dépassé les 40 points) :
| Rang | Candidat                                                  | Points    | Thèmes                                                      | Type de Grand Concours                               | Date             |
| ---- | --------------------------------------------------------- | --------- | ----------------------------------------------------------- | ---------------------------------------------------- | ---------------- |
| 1    | Hervé Mathoux                                             | 51 points | Embarquement immédiat (voyages) - 3,2,1...Partez ! (sports) | Grand Concours des animateurs                        | 22 juin 2019     |
| 2    | Paul El Kharrat                                           | 49 points | Les grosses bêtes (animaux) - Les grosses virées (voyages)  | Grand Concours des Grosses Têtes                     | 17 mai 2025      |
| 3    | Julien Arnaud                                             | 48 points | Histoire - Littérature et philo                             | Grand Concours des animateurs Question spéciales Bac | 26 mai 2018      |
| 4    | Louis                                                     | 45 points | Géographie - Cinéma                                         | Grand Concours des enfants                           | 29 août 2015     |
| 4    | Christophe Beaugrand                                      | 45 points | Télévision - Musiques                                       | Concours des animateurs                              | 22 janvier 2021  |
| 4    | Grégoire Margotton                                        | 45 points | Voyages - Hommes moustachus                                 | Concours des animateurs                              | 22 janvier 2021  |
| 4    | Ariane Massenet                                           | 45 points | Langues et mots - Voyages                                   | Le Grand Concours Spécial 20 ans                     | 9 février 2024   |
| 5    | Tanguy Pastureau                                          | 44 points | années 90- la playa                                         | Grand Concours                                       | 24 novembre 2023 |
| 5    | Christian Quesada champion de Des chiffres et des lettres | 44 points | Sports - Voyages                                            | Grand Concours Spécial Champions des jeux TV         | 4 avril 2009     |
| 6    | Khorêm Majeur champion de Questions pour un champion      | 43 points | Inconnus                                                    | Grand Concours Spécial Champions des jeux TV         | 4 avril 2009     |
| 7    | Bruno Guillon                                             | 41 points | Musique - Loisirs                                           | Grand Concours des animateurs                        | 2 mars 2018      |
| 7    | Sébastien Folin                                           | 41 points | Voyager - Allo maman bobo                                   | Grand Concours des animateurs                        | 19 juin 2020     |
| 7    | Cartman                                                   | 41 points | Musiques - Sports                                           | Grand Concours des humoristes                        | 27 juin 2020     |
| 7    | Jean-Luc Lemoine                                          | 41 points | Sortie ciné - Tout en musique                               | Grand Concours spécial humour                        | 31 mars 2023     |
| 7    | Jean-Luc Lemoine                                          | 41 points | Superstars-Sex bomb                                         | Grand Concours                                       | 24 novembre 2023 |
| 8    | Laurent Mariotte                                          | 40 points | Gastronomie - Cézanne peint (sur l'art)                     | Grand Concours des animateurs                        | 1er février 2019 |

### La finale

#### Première version (2002-2016)
Pour définir l'ordre de passage des trois candidats, ils jouent tous au Déchiffrer le code. Le plus rapide jouera donc le premier.
La finale fait appel aux « spécialités » des candidats. Ce sont des thèmes qu'ils ont choisi avant l'émission où ils s'estiment incollables.
Un tableau de 36 cases apparaît, composé de 7 cases rouges (correspondant à la spécialité du candidat 1), de 7 cases jaunes (correspondant à la spécialité du candidat 2), de 7 cases bleues (correspondant à la spécialité du candidat 3) et de 15 cases blanches (correspondant à des questions de culture générale). Le tableau est dévoilé seulement pendant 10 secondes, permettant aux candidats de retenir le maximum de cases de leurs spécialités.
Chaque candidat choisit la question sur laquelle il sera questionné, à partir d'une case du tableau. Leur délai de réponse est de 10 secondes. Une bonne réponse à une question de culture générale vaut 1 point, à une question de la spécialité du candidat 2 points et à une question de la spécialité de l’un de ses adversaires 3 points.
Le vainqueur est celui qui aura le maximum de points après 8 questions. Si des ex æquo subsistent, un nouveau tour de trois questions est joué, puis l'égalité est déclarée si les candidats ne peuvent se départager. Exploit qui à ce jour ne s'est produit qu'une seule fois entre Denis Brogniart et Sébastien Folin au Grand Concours des animateurs en 2009.
Les meilleurs vainqueurs et finalistes sont :
| Rang | Candidats                                                               | Points    | Spécialités                        | Statuts   | Type de Grand Concours                       | Date d'édition    |
| ---- | ----------------------------------------------------------------------- | --------- | ---------------------------------- | --------- | -------------------------------------------- | ----------------- |
| 1    | Carlos                                                                  | 14 points | La pêche au gros                   | Vainqueur | Grand Concours des Grosses Têtes             | 9 mars 2007       |
| 1    | Khorêm Majeur champion de Questions pour un champion                    | 14 points | Les présidents de la République    | Vainqueur | Grand Concours Spécial Champions des jeux TV | 4 avril 2009      |
| 1    | Emy                                                                     | 14 points | Les chevaux                        | Vainqueur | Grand Concours des enfants                   | 29 août 2015      |
| 2    | Marc Schloesser champion de Qui veut gagner des millions ?              | 13 points | Les Beatles                        | Finaliste | Grand Concours Spécial Champions des jeux TV | 4 avril 2009      |
| 2    | Christophe Beaugrand                                                    | 13 points | Les Nuls                           | Vainqueur | Grand Concours des animateurs                | 21 septembre 2013 |
| 2    | Estelle Denis                                                           | 13 points | Les Bleus à l'Euro                 | Vainqueur | Grand Concours des animateurs                | 12 septembre 2015 |
| 3    | Clémence Castel gagnante de Koh-Lanta - saison 5 et Le Combat des héros | 12 points | Roland-Garros                      | Vainqueur | Grand Concours de la télé-réalité            | 29 septembre 2007 |
| 3    | Christian Quesada champion Des chiffres et des lettres                  | 12 points | Les records du monde d'athlétisme  | Finaliste | Grand Concours Spécial Champions des jeux TV | 4 avril 2009      |
| 3    | Julien Arnaud                                                           | 12 points | Le Parrain                         | Vainqueur | Grand Concours des animateurs                | 20 février 2015   |
| 3    | Élise                                                                   | 12 points | Les héros de la mythologie grecque | Finaliste | Grand Concours des enfants                   | 29 août 2015      |
| 3    | Élodie Gossuin                                                          | 12 points | Walt Disney                        | Vainqueur | Grand Concours des animateurs                | 16 janvier 2016   |

#### Deuxième version (depuis le 28 mai 2016)
Pour définir l'ordre de passage des trois candidats, ils jouent tous au Déchiffrer le code. Le plus rapide jouera donc le premier.
La finale ne fait plus appel aux spécialités des candidats.
Un tableau de 30 cases apparaît, chaque case étant représentée par une image en rapport avec la question.
Chaque candidat choisit une image et un niveau de difficulté : facile ou difficile. Leur délai de réponse est de 10 secondes. Une bonne réponse à une question facile vaut un point, une bonne réponse à une question difficile vaut deux points.
Le vainqueur est celui qui aura le maximum de points après 8 questions. Si des ex æquo subsistent, un nouveau tour de trois questions est joué, puis l'égalité est déclarée si les candidats ne peuvent se départager. La première finale de cette version apparaît à l'occasion du quinzième anniversaire de l'émission. Elle a été jouée par Laurent Fontaine, Cyril Féraud et Julien Arnaud.
Après deux éditions, cette version de la finale voit arriver des nouveautés. Des cases cachées par un point d'interrogation (9 au total) se trouvent dans le tableau. Chacune dissimule une question. Le candidat n'ayant aucun indice pour savoir ce que cette case représente, il prend un risque. Les questions mystères de ce genre permettent d'apporter trois points en cas de bonne réponse. Le reste du tableau est toujours révélé, le principe est le même que pour les éditions ayant cours depuis celle du quinzième anniversaire.
| Rang | Candidats            | Points    | Statuts   | Type de Grand Concours                                 | Date d'édition     |
| ---- | -------------------- | --------- | --------- | ------------------------------------------------------ | ------------------ |
| 1    | Cartman              | 17 points | Vainqueur | Le Grand Concours des humoristes                       | 1er septembre 2018 |
| 2    | Gérémy Crédeville    | 16 points | Vainqueur | Le Grand Concours - Spécial 20 ans                     | 9 février 2024     |
| 3    | Christophe Beaugrand | 15 points | Vainqueur | Le Grand Concours des animateurs                       | 1er février 2019   |
| 4    | Artus                | 13 points | Vainqueur | Le Grand Concours des humoristes                       | 12 janvier 2018    |
| 4    | Cyril Féraud         | 13 points | Finaliste | Le Grand Concours des animateurs                       | 1er février 2019   |
| 4    | Hervé Mathoux        | 13 points | Vainqueur | Le Grand Concours des animateurs                       | 22 juin 2019       |
| 4    | Ariane Massenet      | 13 points | Finaliste | Le Grand Concours Spécial 20 ans                       | 9 février 2024     |
| 5    | Paul El Kharrat      | 12 points | Vainqueur | Le Grand Concours des Grosses Têtes                    | 17 mai 2025        |
| 5    | Walter               | 12 points | Finaliste | Le Grand Concours des humoristes                       | 1er septembre 2018 |
| 5    | Samuel Étienne       | 12 points | Finaliste | Le Grand Concours des animateurs                       | 22 juin 2019       |
| 6    | Tanguy Pastureau     | 11 points | Finaliste | Le Grand Concours des humoristes                       | 12 janvier 2018    |
| 6    | Christophe Beaugrand | 11 points | Finaliste | Le Grand Concours Spécial 20 ans                       | 9 février 2024     |
| 6    | Julien Arnaud        | 11 points | Vainqueur | Le Grand Concours des animateurs Spécial questions Bac | 26 mai 2018        |

## Les différents Grands Concours
Plusieurs déclinaisons de Grands Concours ont été organisées, en commençant par Le Grand Concours des enfants dont la première édition a été diffusée le 23 mars 2002, suivie de deux autres. Peu de temps après, Le Grand Concours des animateurs a été lancé le 11 février 2003, puis le premier numéro du Grand Concours des Grosses Têtes le 20 janvier 2004. Ce sont les trois seules déclinaisons à avoir connu plusieurs numéros.  
Le Grand Concours de la fiction française est remporté le 2 mars 2004 par Véronique Genest. Le 19 avril 2005 a lieu Le Grand Concours enfant contre célébrités remporté par Denis Brogniart, qui remet son trophée à Romain, un enfant arrivé en finale. Un peu plus tard est organisé Le Grand Concours de la télé-réalité, remporté le 29 septembre 2007 par Clémence Castel, gagnante de la cinquième saison de Koh-Lanta. Le 4 avril 2009, Le Grand Concours spécial champions des jeux TV a lieu, et est remporté par Khorêm Majeur, champion de Questions pour un champion. Après de nombreuses années sans nouvelle déclinaison hors animateurs, Le Grand Concours des humoristes est organisé le 12 janvier 2018. 
Le Grand Concours des animateurs est la seule déclinaison à revenir de manière récurrente, à raison d'un à trois numéros par an. En effet, après cinq numéros, Le Grand Concours des Grosses Têtes s'est arrêté en 2008, et Le Grand Concours des enfants, après un ultime numéro en 2015, 12 ans après les précédents, s'est arrêté au bout de quatre numéros. Toutefois, depuis 2018, une nouvelle déclinaison est lancée, Le Grand Concours des humoristes, à raison de un ou deux numéros par an. 

### Le Grand Concours des enfants (2002-2003, 2015)
| N° | Date           | Participants | Vainqueur           | Nombre de téléspectateurs | Part de marché | Position de la chaîne | Références |
| -- | -------------- | ------------ | ------------------- | ------------------------- | -------------- | --------------------- | ---------- |
| 1  | 23 mars 2002   | Élèves de 5e | Alice Scheer        | 7 049 000                 | 33,9 %         | 1er                   | ,          |
| 2  | 3 janvier 2003 | Élèves de 5e | Amélie              | 6 878 280                 | 29,3 %         | 1er                   | [ 3 ]      |
| 3  | 15 mars 2003   | Élèves de 3e | France Vernet-Leduc | 5 545 280                 | 27,8 %         | 1er                   | ,          |
| 4  | 29 août 2015   | Élèves de 5e | Emy                 | 2 731 000                 | 16,5 %         | 2e                    | [ 5 ]      |

Légende :
En fond vert = Les plus hauts chiffres d'audiences
En fond rouge = Les plus bas chiffres d'audiences
La première édition du Grand Concours des enfants s'est révélée très éprouvante pour la plupart des candidats puisque le tournage s'est déroulé de 14 h à presque minuit à cause de nombreux problèmes techniques. Les participants, âgés de dix à treize ans, ont eu quelques difficultés à tenir le rythme.
Après douze ans d'absence, le programme est de retour le 29 août 2015 pour un unique numéro, les audiences de ce dernier numéro étant décevantes.

### Le Grand Concours des Grosses Têtes (2004-2008, 2025)
| N° | Date            | Vainqueur(s)                                 | Finalistes                             | Demi-finalistes                                      | Autres invités | Nombre de téléspectateurs | Part de marché | Position de la chaîne | Référence |
| -- | --------------- | -------------------------------------------- | -------------------------------------- | ---------------------------------------------------- | --- | ------------------------- | -------------- | --------------------- | --------- |
| 1  | 20 janvier 2004 | Jean-Jacques Peroni (1re, 2e et 3e victoire) | Vincent Perrot                         |                                                      | Philippe Bouvard / Sim / Éric Laugérias / Jean Amadou / Jacques Balutin / Fabrice / Macha Méril / Carlos / Francis Perrin / Amanda Lear / Pierre Bellemare                                                                        | 8 465 440                 | 39,3 %         | 1er                   | [ 6 ]     |
| 2  | 15 mars 2005    | Jean-Jacques Peroni (1re, 2e et 3e victoire) |                                        |                                                      | Philippe Bouvard / Fabrice / Macha Méril / Éric Laugérias / Jean Amadou / Carlos / Sim / Bernard Mabille / Amanda Lear / Jacques Mailhot / Vincent Perrot                                                                         | 7 595 520                 | 34,3 %         | 1er                   |           |
| 3  | 15 avril 2006   | Jean-Jacques Peroni (1re, 2e et 3e victoire) | Vincent Perrot / Philippe Chevallier   | Éric Laugérias / Carlos / Philippe Bouvard           | Philippe Bouvard / Jacques Balutin / Carlos / Macha Méril / Jacques Mailhot / Jean Amadou / Amanda Lear / Éric Laugérias / Bernard Mabille                                                                                        | 6 494 720                 | 35 %           | 1er                   | [ 7 ]     |
| 4  | 9 mars 2007     | Carlos                                       | Vincent Perrot / Jean-Jacques Peroni   | Philippe Chevalier / Pierre Bellemare / Sim          | Philippe Bouvard / Amanda Lear / Jean Amadou / Macha Méril / Éric Laugérias / Jacques Mailhot / Jacques Balutin / Bernard Mabille                                                                                                 | 7 175 680                 | 32,7 %         | 1er                   | [ 8 ]     |
| 5  | 22 mars 2008    | Jean-Jacques Peroni (4e victoire)            | Bernard Mabille / Philippe Chevalier   | Pierre Bellemare / Jean Amadou / Sim                 | Philippe Bouvard / Amanda Lear / Liane Foly / Vincent Perrot / Jacques Mailhot / Jacques Balutin / Éric Laugérias\| | 6 180 000                 | 30,3 %         | 1er                   | [ 9 ]     |
| 6  | 17 mai 2025     | Paul El Kharrat                              | Laurent Ruquier / Christophe Beaugrand | Az / Éric Laugérias / Alex Vizorek / Michèle Bernier | Bruno Solo / Florian Gazan / Isabelle Mergault / Jeanfi Janssens / Joyce Jonathan / Julie Leclerc / Liane Foly / Philippe Claudel / Richard Orlinski / Roselyne Bachelot / Steevy Boulay / Titoff / Valérie Mairesse / Yoann Riou | 1 949 000                 | 11 %           | 3e                    | [ 10 ]    |

Légende :
En fond vert = Les plus hauts chiffres d'audiences
En fond rouge = Les plus bas chiffres d'audiences
Lors du Grand Concours des Grosses Têtes 2007, Sim a créé le record du plus faible score durant la deuxième manche avec seulement deux bonnes réponses à l'issue des deux tours avec les domaines « Animaux » et « Sports », uniquement pour s'amuser et faire rire le public et les téléspectateurs. Avec le même objectif, il n'a néanmoins pas réussi à « battre ce record » l'année suivante, obtenant 5 bonnes réponses avec les domaines « Sport » et « Gastronomie ».

### Le Grand Concours des humoristes (2018-2019)
| N° | Date               | Vainqueurs | Deuxième         | Troisième            | Demi-finalistes                                     | Autres invités | Nombre de téléspectateurs | Part de marché | Position de la chaîne | Référence |
| -- | ------------------ | ---------- | ---------------- | -------------------- | --------------------------------------------------- | --- | ------------------------- | -------------- | --------------------- | --------- |
| 1  | 12 janvier 2018    | Artus      | Tanguy Pastureau | Éric Laugérias       | Tony Saint Laurent / Caroline Vigneaux / Jarry      | Élisabeth Buffet / Philippe Chevallier / Anne Roumanoff / Arnaud Gidoin / Christelle Chollet / Philippe Geluck / Gérémy Crédeville / Denis Maréchal / Anne-Sophie Girard / Martin Lamotte / Reem Kherici / Yves Lecoq / Thierry Samitier / Antonia de Rendinger / Julien Schmidt / Nadia Roz / Alex Vizorek | 4 120 000                 | 21,6 %         | 1er                   | [ 11 ]    |
| 2  | 1er septembre 2018 | Cartman    | Walter           | Isabelle Vitari      | Gérémy Crédeville / Tony Saint Laurent / Artus      | Gil Alma / Andy Cocq / Dako / Laura Domenge / Véronique Gallo / Philippe Geluck / Arnaud Gidoin / Anne-Sophie Girard / Redouanne Harjane / Jean-Luc Lemoine / Odah / Tanguy Pastureau / Élodie Poux / Antonia de Rendinger / Nadia Roz / Thierry Samitier / Arnaud Tsamere / Caroline Vigneaux              | 2 506 000                 | 16 %           | 3e                    | [ 12 ]    |
| 3  | 5 janvier 2019     | Cauet      | Laurie Peret     | Antonia de Rendinger | Gérémy Crédeville / Bernard Mabille / Didier Gustin | Gil Alma / Frédérique Bel / Christian Bodin / Maria Bodin / Booder / Ariane Brodier / Élisabeth Buffet / Jérémy Charbonnel / Philippe Chevallier / Christelle Chollet / Constance / D'Jal / Philippe Geluck / Arnaud Gidoin / Cécile Giroud / Yves Lecoq / Thierry Samitier                                 | 3 775 000                 | 20,2 %         | 2e                    | [ 13 ]    |

Le 12 janvier 2018, TF1 lance une nouvelle déclinaison du Grand Concours, consacré aux humoristes, toujours présenté par Carole Rousseau. À la suite du succès du premier numéro, un second est diffusé le 1er septembre de la même année. Il s'agit du dernier Grand Concours présenté par Carole Rousseau, toutes déclinaisons confondues. TF1 a cependant annoncé que la déclinaison continuera, au même titre que celle des animateurs, avec Laurence Boccolini aux commandes.

### Autres Grands Concours
| Type                                      | Date              | Vainqueurs                                            | Deuxième                             | Troisième            | Demi-finalistes                                              | Invités | Nombre de téléspectateurs | Part de marché | Position de la chaîne | Référence         |
| ----------------------------------------- | ----------------- | ----------------------------------------------------- | ------------------------------------ | -------------------- | ------------------------------------------------------------ | --- | ------------------------- | -------------- | --------------------- | ----------------- |
| Le Grand Concours de la fiction française | 2 mars 2004       | Véronique Genest                                      |                                      |                      |                                                              | Mouss Diouf / Marie Fugain / Emmanuelle Boidron / Bruno Madinier / Yves Rénier / Christian Rauth / Natacha Amal / Georges Corraface / Adeline Blondieau / David Brécourt / Bénédicte Delmas | 6 039 040                 | 25,9 %         | 2e                    | [ 6 ]             |
| Enfants contre célébrités                 | 19 avril 2005     | Denis Brogniart                                       | Romain                               |                      |                                                              | Anne Roumanoff / Marthe Mercadier / Cindy Fabre / Macha Béranger / Armande Altaï / Yves Lecoq / Casimir / Alice / Thibault / Amélie / Bilal / Flavia / Marie / Mathieu | 5 944 320                 | 26,6 %         | 2e                    | [réf. nécessaire] |
| Le Grand Concours de la télé-réalité      | 29 septembre 2007 | Clémence Castel, candidate de Koh-Lanta               | Grégoire                             | Grégory Basso        | Ève Angeli / Daniel Ducruet / Harry                          | Jean Roucas / Massimo Gargia / Diana / Moundir / Marjolaine / Adeline / Les Triplés / Xavier Delarue / Tatiana / Maxime / Lindsay / Joanna / Jade / Kévin / Patrick | 5 781 360                 | 28,9 %         | 1er                   | [ 17 ]            |
| Spéciale champions des jeux TV            | 4 avril 2009      | Khorêm Majeur, champion de Questions pour un champion | Marc Schloesser                      | Christian Quesada    | Géraldine Birden / Patrick Burgel / Etienne Jaouen           | Gagnants et candidats de : 1 contre 100 / Qui veut gagner des millions ? / Le maillon faible / Le Grand Concours des enfants / Des chiffres et des lettres / Tout le monde veut prendre sa place / Questions pour un champion | 5 080 000                 | 25,8 %         | 1er                   | [ 18 ]            |
| Le Grand Concours                         | 27 juin 2020      | Cartman (2e victoire)                                 | Gil Alma                             | Camille Cerf         | Vincent Desagnat / Arthur / Gérémy Crédeville                | Booder / Maëva Coucke / Lola Dubini / Arnaud Ducret / Anne-Sophie Girard / Jeanfi Janssens / Philippe Lelièvre / Marine Lorphelin / Florent Peyre / Tony Saint Laurent / Titoff / Mickaël Youn | 3 045 000                 | 18,1 %         | 2e                    | [ 19 ]            |
| Le Grand Concours                         | 3 juin 2022       | Jean-Luc Lemoine                                      | Alain Bernard                        | Julien Arnaud        | Julien Arruti / Alexandre Debanne / Vincent Desagnat         | Nelson Monfort / Isabelle Vitari / Camille Lacourt / Laurent Maistret / Virginie Sainsily / Cartman / Virginie Hocq / Tarek Boudali / Djibril Cissé / Philippe Lacheau / Philippe Candeloro / Yoann Riou / Inès Vandamme / Jacques Vendroux | 2 420 000                 | 15,3 %         | 3e                    | [ 20 ]            |
| Le Grand Concours spéciale été            | 15 juillet 2022   | Christophe Beaugrand (5e victoire)                    | Florent Peyre                        | Tony Saint Laurent   | Camille Cerf / Baptiste Giabiconi / Titoff                   | Gil Alma / Samuel Bambi / Olivier Baroux / Émilie Caen / Lola Dubini / Edgar-Yves / Jeanfi Janssens / Laurent Maistret / Élie Semoun / Tareek | 2 270 000                 | 17 %           | 3e                    | [ 21 ]            |
| Le Grand Concours de la rentrée           | 26 août 2022      | Valérie Damidot                                       | Hélène Mannarino                     | Anne Roumanoff       | Cartman / Anne-Sophie Girard / Antony Kavanagh               | Vincent Desagnat / Franck Dubosc / Stefan Etcheverry / Donel Jack'sman / Christophe Licata / Chris Marques / Florent Peyre / Yoann Riou / Inès Vandamme / Alex Vizorek | 2 482 000                 | 18,5 %         | 2e                    | [ 22 ]            |
| Le Grand Concours spéciale Pièces Jaunes  | 13 janvier 2023   | Camille Cerf                                          | Laurent Mariotte                     | Karima Charni        | Marie-Aline Méliyi / Karine Ferri / Booder                   | Julien Arruti / Christophe Beaugrand / Alexandre Devoise / Stefan Etcheverry / Jean-Pierre Gagick / Anaïs Grangerac / Philippe Lacheau / Bénédicte Le Chatelier / Hélène Mannarino / Chris Marques / Marie-Ange Nardi / Manu Payet / Florent Peyre / Adeline Toniutti                                                                                             | 3 374 000                 | 17,4 %         | 2e                    | [ 24 ]            |
| Le Grand Concours spéciale humour         | 31 mars 2023      | Jean-Luc Lemoine (2e victoire)                        | Camille Cerf                         | Alex Vizorek         | Anne Roumanoff / Titoff / Tareek                             | Booder / Michel Boujenah / Philippe Caverivière / Vincent Desagnat / Edgar-Yves / Anne-Sophie Girard / Donel Jack'sman / Marine Lorphelin / Amandine Petit / Yoann Riou / Élie Semoun | 2 853 000                 | 15,3 %         | 2e                    | [ 26 ]            |
| Le Grand Concours spéciale été            | 22 juillet 2023   | Camille Cerf (2e victoire)                            | Christophe Beaugrand                 | Laurie Peret         | Hélène Mannarino / Anaïs Grangerac / Mareva Galanter         | Marine Lorphelin / Nikos Aliagas / Anne Roumanoff / Chris Marques / Florent Peyre / Grégoire Margotton / Edgar-Yves / Frédéric Michalak / Christian Califano / Titoff / Yoann Riou / Marie-Aline Méliyi | 2 593 000                 | 16,5 %         | 2e                    | [ 27 ]            |
| Le Grand Concours spéciale été            | 29 juillet 2023   | Jean-Luc Lemoine (3e victoire)                        | Tareek                               | Alex Vizorek         | Gérémy Crédeville / Tony Saint Laurent / Anne-Sophie Girard  | Indira Ampiot / Frédérique Bel / Yves Camdeborde / Karima Charni / Lola Dubini / Juju Fitcats / Baptiste Giabiconi / Tibo InShape / Caroline Margeridon / Gwendal Marimoutou / Nelson Monfort / Tanguy Pastureau / Amandine Petit | 2 606 000                 | 16,4 %         | 2e                    | [ 28 ]            |
| Le Grand Concours de la rentrée           | 22 septembre 2023 | Gérémy Crédeville                                     | Antonia de Rendinger                 | Alex Vizorek         | Frank Lebœuf / Isabelle Ithurburu / Ilyes Djadel             | Julien Arruti / Tarek Boudali / Philippe Candeloro / Stefan Etcheverry / Marianne James / Camille Lavabre / Manu Lévy / Christophe Licata / Chris Marques / Nelson Monfort / Florent Peyre / Julien Santini | 2 452 000                 | 12,8 %         | 3e                    | [ 29 ]            |
| Le Grand Concours                         | 24 novembre 2023  | Jean-Luc Lemoine (4e victoire)                        | Tanguy Pastureau                     | Laurent Mariotte     | Anne-Sophie Girard / Alain Bernard / Caroline Margeridon     | Az / Sophie Davant / Vincent Desagnat / Franck Ferrand / Philippe Geluck / Gérard Holtz / Denitsa Ikonomova / Chantal Ladesou / Philippe Lellouche / Camille Lou / Yoann Riou | 2 557 000                 | 15,6 %         | 2e                    |                   |
| Le Grand Concours spéciale Pièces Jaunes  | 12 janvier 2024   | Marine Lorphelin                                      | Hélène Mannarino                     | Marie-Aline Méliyi   | Booder / Élie Semoun / Clarisse Agbegnenou                   | Karima Charni / Bruno Guillon / Isabelle Ithurburu / Gérard Jugnot / Reem Kherici / Philippe Lacheau / Christophe Licata / Philippe Lellouche / Laurent Mariotte / Chris Marques / Florent Peyre / Caroline Vigneaux | 2 923 000                 | 15,6 %         | 2e                    | [ 31 ]            |
| Le Grand Concours spécial 20 ans          | 9 février 2024    | Gérémy Crédeville (2e victoire)                       | Ariane Massenet                      | Christophe Beaugrand | Estelle Denis / Laurent Mariotte / Camille Cerf              | Gil Alma / Denis Brogniart / Karima Charni / Valérie Damidot / Alexandre Debanne / Samuel Étienne / Sébastien Follin / Anthony Kavanagh / Jean-Luc Lemoine / Tanguy Pastureau / Antonia de Rendinger / Anne Roumanoff / Tareek | 2 474 000                 | 13,4 %         | 2e                    | [ 32 ]            |
| Le Grand Concours                         | 30 août 2024      | Yoann Riou / Valérie Damidot (2e victoire)            | Tareek                               | /                    | Sylvie Tellier / Az / Cartman                                | Alexandre Devoise / Anaïs Grangerac / Baptiste Giabiconi / Caroline Margeridon / Clara Morgane / Joyce Jonathan / Gérard Holtz / Hervé Mathoux / Patrick Sébastien / Titoff / Tony Saint Laurent | 2 959 000                 | 16,9 %         | 2e                    | [ 33 ]            |
| Le Grand Concours spécial vendredi 13     | 13 septembre 2024 | Bruno Guillon (1re et 2e victoire)                    | Julien Arnaud / Christophe Beaugrand | /                    | Jeanfi Janssens / Chris Marques / Lucie Bernardoni           | Alex Vizorek / Amandine Petit / Anaïs Grangerac / Camille Lacourt / Chantal Ladesou / Christophe Licata / Ève Gilles / Karima Charni / Marie-Aline Meliyi / Titoff / Tom Villa / Vincent Desagnat / Yves Camdeborde | 2 550 000                 | 15,4 %         | 2e                    | [ 34 ]            |
| Le Grand Concours spéciale Pièces Jaunes  | 14 janvier 2025   | Bruno Guillon (1re et 2e victoire)                    | Jean-Luc Lemoine                     | Estelle Denis        | Olivier Truchot / Lola Dubini / Tom Leeb                     | Alain Marschall / Alex Vizorek / Apolline de Malherbe / Cartman / Clarisse Agbegnenou / Élie Semoun / Helena Noguerra / Isabelle Nanty / Laurent Petitguillaume / Lucie Bernardoni / Marine Vignes / Michèle Bernier / Tanguy Pastureau / Florent Peyre | 2 771 000                 | 14,7 %         | 3e                    | [ 35 ]            |
| Le Grand Concours spéciale 50 ans de TF1  | 28 janvier 2025   | Grégoire Margotton (2e victoire)                      | Isabelle Ithurburu / Valérie Damidot | /                    | Jean-Luc Reichmann / Christophe Beaugrand / Hélène Mannarino | Alexandre Devoise / Anaïs Grangerac / Bruce Toussaint / Camille Combal / Chris Marques / Denis Brogniart / Elsa Fayer / Inès Vandamme / Jean-Baptiste Boursier / Jean-Pierre Gagick / Karima Charni / Karine Ferri / Laurent Mariotte / Marie-Ange Nardi / Nicolas Canteloup / Nikos Aliagas / Philippe Risoli / Sylvie Tellier / Tatiana Silva / Thomas Mekhiche | 3 520 000                 | 19,6 %         | 1er                   | [ 36 ]            |
| Le Grand Concours                         | 11 février 2025   | Laurie Peret                                          | Az                                   | Sylvie Tellier       | Titoff / Agustín Galiana / Tareek                            | Anne Roumanoff / Anne-Sophie Girard / Caroline Margeridon / Frank Lebœuf / Gus / Jean-Luc Lemoine / Julia Vignali / Laurie Cholewa / Marianne James / Patrick Chanfray / Roman Doduik / Sophie Davant / Yoann Riou | 2 820 000                 | 15 %           | 2e                    | [ 37 ]            |
| Le Grand Concours                         | 26 juillet 2025   | Jean-Luc Lemoine (5e victoire)                        | Olivier Truchot                      | Sidonie Bonnec       | Tareek / Camille Cerf / Laurent Mariotte                     | Alain Marschall / Angélique Angarni-Filopon / Caroline Margeridon / Charlotte Dhenaux / Claude Dartois / Élie Semoun / Gérard Holtz / Gwendal Marimoutou / Hélène Mannarino / Issa Doumbia / Laurent Romejko / Majid Berhila / Nelson Monfort | 2 280 000                 | 14,9 %         | 2e                    | [ 38 ]            |

Légende :
En fond vert = Les plus hauts chiffres d'audiences
En fond rouge = Les plus bas chiffres d'audiences

## Les principaux gagnants du Grand Concours
Le tableau suivant présente les candidats ayant gagné le Grand Concours au moins à deux reprises :
| Rang | Candidats            | Victoires | Type de Grand Concours                                                                   | Dates des victoires                                                                   |
| ---- | -------------------- | --------- | ---------------------------------------------------------------------------------------- | ------------------------------------------------------------------------------------- |
| 1    | Julien Arnaud        | 6         | Grand Concours des animateurs                                                            | 31 mai 2014, 29 août 2014, 20 février 2015, 28 mai 2016, 26 mai 2018, 10 janvier 2020 |
| 2    | Christophe Beaugrand | 5         | Grand Concours des animateurs (4x) Grand Concours spéciale été (1x)                      | 21 septembre 2013, 2 mars 2018, 1er février 2019, 7 septembre 2019, 15 juillet 2022   |
| 2    | Jean-Luc Lemoine     | 5         | Grand Concours (3x) Grand Concours spéciale humour (1x) Grand Concours spéciale été (1x) | 3 juin 2022, 31 mars 2023, 29 juillet 2023, 24 novembre 2023, 26 juillet 2025         |
| 3    | Jean-Jacques Peroni  | 4         | Grand Concours des Grosses Têtes                                                         | 20 janvier 2004, 15 mars 2005, 15 avril 2006, 22 mars 2008                            |
| 4    | Denis Brogniart      | 3         | Grand Concours enfants contre célébrités (1x) Grand Concours des animateurs (2x)         | 15 avril 2005, 10 janvier 2009, 27 mai 2011                                           |
| 4    | Alexandre Debanne    | 3         | Grand Concours des animateurs                                                            | 26 septembre 2009, 11 septembre 2010, 28 février 2014                                 |
| 5    | Catherine Laborde    | 2         | Grand Concours des animateurs                                                            | 16 janvier 2007, 17 septembre 2011                                                    |
| 5    | Sandrine Quétier     | 2         | Grand Concours des animateurs                                                            | 11 février 2011, 15 septembre 2012                                                    |
| 5    | Estelle Denis        | 2         | Grand Concours des animateurs                                                            | 8 mars 2013, 12 septembre 2015                                                        |
| 5    | Élodie Gossuin       | 2         | Grand Concours des animateurs                                                            | 30 mai 2015, 16 janvier 2016                                                          |
| 5    | Sébastien Folin      | 2         | Grand Concours des animateurs                                                            | 10 janvier 2009, 19 juin 2020                                                         |
| 5    | Cartman              | 2         | Grand Concours des Humoristes                                                            | 1er septembre 2018, 27 juin 2020                                                      |
| 5    | Camille Cerf         | 2         | Grand Concours spéciale Pièces Jaunes Grand Concours spéciale été                        | 13 janvier 2023, 22 juillet 2023                                                      |
| 5    | Gérémy Crédeville    | 2         | Grand Concours de la Rentrée Grand Concours spécial 20 ans                               | 22 septembre 2023, 9 février 2024                                                     |
| 5    | Valérie Damidot      | 2         | Grand Concours de la Rentrée Grand Concours                                              | 26 août 2022, 30 août 2024                                                            |
| 5    | Bruno Guillon        | 2         | Grand Concours spéciale vendredi 13 Grand Concours spéciale Pièces Jaunes                | 13 septembre 2024, 14 janvier 2025                                                    |
| 5    | Grégoire Margotton   | 2         | Grand Concours des animateurs Grand Concours spécial 50 ans de TF1                       | 22 janvier 2021, 28 janvier 2025                                                      |